# Чарльз Річман
Чарльз Дж. Річман (англ. Charles J. Richman; 12 січня 1865 — 1 грудня 1940) — американський актор театру та кіно, який знявся у понад 60 фільмах між 1914 та 1939 роками.
Річман народився в районі Кенвуд в Чикаго, штат Іллінойс. Отримавши освіту в державній школі, він вночі відвідував Чиказький юридичний коледж. Його інтерес змінився з права на театр після того, як він почав зніматися в аматорських постановках у Carleton Club, а мільйонер запропонував спонсорувати гастрольну компанію на чолі з Річманом. Цей проект привів Річмана до Нью-Йорка.
Задовго до того, як потрапити в кіно, Річман виступав у театрі. Його робота на Бродвеї почалася з ролі Хорста фон Нейгофа в «Графинині Гукі» (1896) і закінчилася роллю Діда Тренчарда у виставі «І зірки залишаються» (1936). У Голлівуді він часто грав другорядні ролі гідних авторитарних фігур, таких як генерал Тафто в першому кольоровому фільмі «Беккі Шарп» (1935) і суддя Тетчер у фільмі «Пригоди Тома Сойєра» (1938).
Річман був одружений з Джейн Грей 40 років. У них народилися син і дочка.
1 грудня 1940 року Річман помер у будинку престарілих Брейді в Бронксі, штат Нью-Йорк, у віці 70 років.